# Stoke Wake
Stoke Wake est une paroisse civile et un village du Dorset, en Angleterre.